# Antoni Andreu
Antoni Andreu, el Doctor Dulcifluus i Doctor Dulcissimus et Fundatissimus, fou un teòleg franciscà. Estudià a la Universitat de Lleida i posteriorment a la de París, on obtingué el grau de doctor en arts i en teologia, i ensenyà filosofia en el col·legi franciscà de Montsó i després al studium generale de Lleida. A París fou deixeble de Joan Duns Escot, amb el pensament del qual s'identificà fins al punt que l'atribució d'alguns escrits a l'un o l'altre autor no està exempta de dificultats.
Va tenir un paper cabdal en la propagació de l'escotisme arreu del món, pels seus tractats, sistemàtics i entenedors, i va tenir molta influència en ser un dels autors més copiats durant els segles xiv i xv. Reivindicà la consideració de la lògica com a ciència independent, l'objecte de la qual no són els conceptes, sinó el sil·logisme, i en el seu estudi de la Logica vetus, començant per la Isagogè, manté una posició realista pel que fa als universals, que posseeixen un doble ser: l'objectiu, en tant que fonamentat en les essències pures (ante rem) i en les coses mateixes (in re), i l'intencional o subjectiu en tant que situat en la ment, i la relació entre tots dos dona lloc a la predicació, que constitueix l'essència de l'enunciació o judici lògic i el fonament del sil·logisme. Malgrat que s'han perdut els seus comentaris a la Logica nova i no és possible conèixer el desplegament de la seua doctrina sobre el sil·logisme, és notable la seua posició pel que fa a la singularitat de l'ésser (o haecceitas en la terminologia escotista), que segons ell constitueix una realitat que s'hi dona ensems amb la seua naturalesa, i així la individuació no prové, com pretén el tomisme, de la matèria quantificada, sinó de l'assumpció d'una nova forma per la qual l'ésser específicament determinat se singularitza.

## Obres
Es conserven més d'un centenar de còdex i una trentena d'obres impreses d'Antoni Andreu, entre les quals les següents:
- Quaestiones super sex principia Gilberti Porretani. Venècia, 1479, i reeditat a Bolonya (1480) i a Luca (1517)
- Scriptum super logica. Sancti Albani, 1483
- Tractatus formalitatum ad mentem Scoti. Pàdua, 1475, reeditat a Venècia el 1489
- Kommentar zu Petrus Lombardus, Aristoteles, Boethius, Quaestiones de tribus principiis rerum naturalium, 1489
- Expositio in alios libros logicales. Venècia, 1480, 1509 i 1517
- Quaestiones in Isagogen Porphyrii. Venècia, 1480, reed. a Bolonya (1480) i a Luca (1517)
- In librum divisionum Boetii. Venècia, 1509, reed. el 1517
- Quaestiones in Aristotelis Metaphysica. Nàpols, 1475, reed. a Venècia (1475), Vicenza (1477) i Venècia (1481 i 1482)